# Roberts Ridge
Roberts Ridge ist ein markanter Gebirgskamm im westantarktischen Marie-Byrd-Land. Er ragt 8 km südwestlich der Cleveland Mesa am südöstlichen Ende des Michigan-Plateaus auf.
Der United States Geological Survey kartierte ihn anhand eigener Vermessungen und Luftaufnahmen der United States Navy aus den Jahren von 1960 bis 1964. Das Advisory Committee on Antarctic Names benannte ihn 1967 nach Peter Roberts von der Abteilung für internationale wissenschaftliche und technische Angelegenheiten im Außenministerium der Vereinigten Staaten.